# باتريك باومان
باتريك باومان (بالإنجليزية: Patrick Baumann) مواليد 8 يناير 1982 هو لاعب كرة قدم سويسري، سابق كان يلعب كلاعب وسط.

## أندية ومنتخبات لعب لها
- نادي ثون
- نادي بيل-بيين
- نادي فينترتور
- نادي غراسهوبر زيوريخ
- نادي نوشاتل زاماكس
- نادي زيورخ
- منتخب سويسرا تحت 21 سنة لكرة القدم

## روابط خارجية
- باتريك باومان على موقع قاعدة بيانات كرة القدم.إي يو (الإنجليزية)
- باتريك باومان على موقع عالم كرة القدم.نت (الإنجليزية)